# Världsmästerskapen i skidskytte 1958
Världsmästerskapen i skidskytte 1958 (tyska 1. Weltmeisterschaft im olympischen Biathlon) var det första officiella världsmästerskapet i grenen. Tävlingarna hölls 1 - 2 mars 1958 i Saalfelden am Steinernen Meer, distrikt Pinzgau i Österrike.

## Tävlingen
En invigningsceremoni hölls 1 mars.
Mästerskapet hölls 2 mars och omfattade 2 grenar, Distans 20 km och Stafett 4 x 7,5 km, vid tävlingen deltog endast herrar från 6 nationer (Finland, Norge, Polen, Sverige, Sovjetunionen och Österrike).
Den individuella Distans 20 km innehöll 4 skjutmoment med 3 liggande moment i varierande avstånd 250 m, 200 m och 150 m och 1 stående moment med avstånd 100 meter.
Tävlingen organiserades av Union de Pentathlon Moderne et Biathlon (föregångare till Internationella skidskytteförbundet) som förberedning inför skidskyttets återkomst som officiell gren vid de kommande olympiska vinterspelen 1960 i Squaw Valley.
Fram till 1966 utsågs världsmästare endast individuellt i grenen Distans 20 km - idag vanligtvis benämnd ”distans”. I samband med tävlingarna genomfördes även en stafettävling, som emellertid fram till 1966 betraktades som inofficiell varför inga medaljer utdelades. Stafetten kallades för ”ramprogram”. Världsmästerskap i skidskytte för damer hölls första gången 1984 i Chamonix.

## Resultat
Mästerskapet omfattade 2 grenar, individuellt 20 km och stafett 4 x 7,5 km, vid tävlingen deltog 28 herrar från 6 nationer (Finland, Norge, Polen, Sverige, Sovjetunionen och Österrike).

### Distans 20 km herrar
Placeringar topp 8.
| Placering | Åkare               | Land          |
| --------- | ------------------- | ------------- |
| 1.        | Adolf Wiklund       | Sverige       |
| 2.        | Olle Gunneriusson   | Sverige       |
| 3.        | Viktor Butakov      | Sovjetunionen |
| 4.        | Sture Ohlin         | Sverige       |
| 5.        | Arvid Nyberg        | Norge         |
| 6.        | Pentti Napari       | Finland       |
| 7.        | Valentin Psjenitsin | Sovjetunionen |
| 8.        | Sven Nilsson        | Sverige       |

### Stafett 4 x 7,5 km herrar
Placeringar efter summering av tiderna för de fyra bästa idrottarna från varje nation i det individuella loppet. Stafettävlingen var en inofficiell deltävling och gav ingen officiell världsmästarstatus.
| Placering | Land          | Åkare                                                                                    |
| --------- | ------------- | ---------------------------------------------------------------------------------------- |
| 1.        | Sverige       | Adolf Wiklund, Olle Gunneriusson, Sture Ohlin, Sven Nilsson                              |
| 2.        | Sovjetunionen | Viktor Butakov, Valentin Psjenitsin, Dimitrij Sokolov, Aleksandr Gubin                   |
| 3.        | Norge         | Arvid Nyberg, Asbjørn Bakken, Knut Wold, Rolf Graterud                                   |
| 4.        | Polen         | Stanisław Zięba, Stanisław Styrczula, Stanisław Szczepaniak, Stanisław Gąsienica Sobczak |
| 5.        | Österrike     | Hermann Mayr, Paul Ernst, Fritz Krischan, Heinz Härting                                  |

## Medaljfördelning
| Plats | Land          | Guld | Silver | Brons | Totalt |
| ----- | ------------- | ---- | ------ | ----- | ------ |
| 1     | Sverige       | 1    | 1      | 0     | 2      |
| 2     | Sovjetunionen | 0    | 0      | 1     | 1      |